# Протез

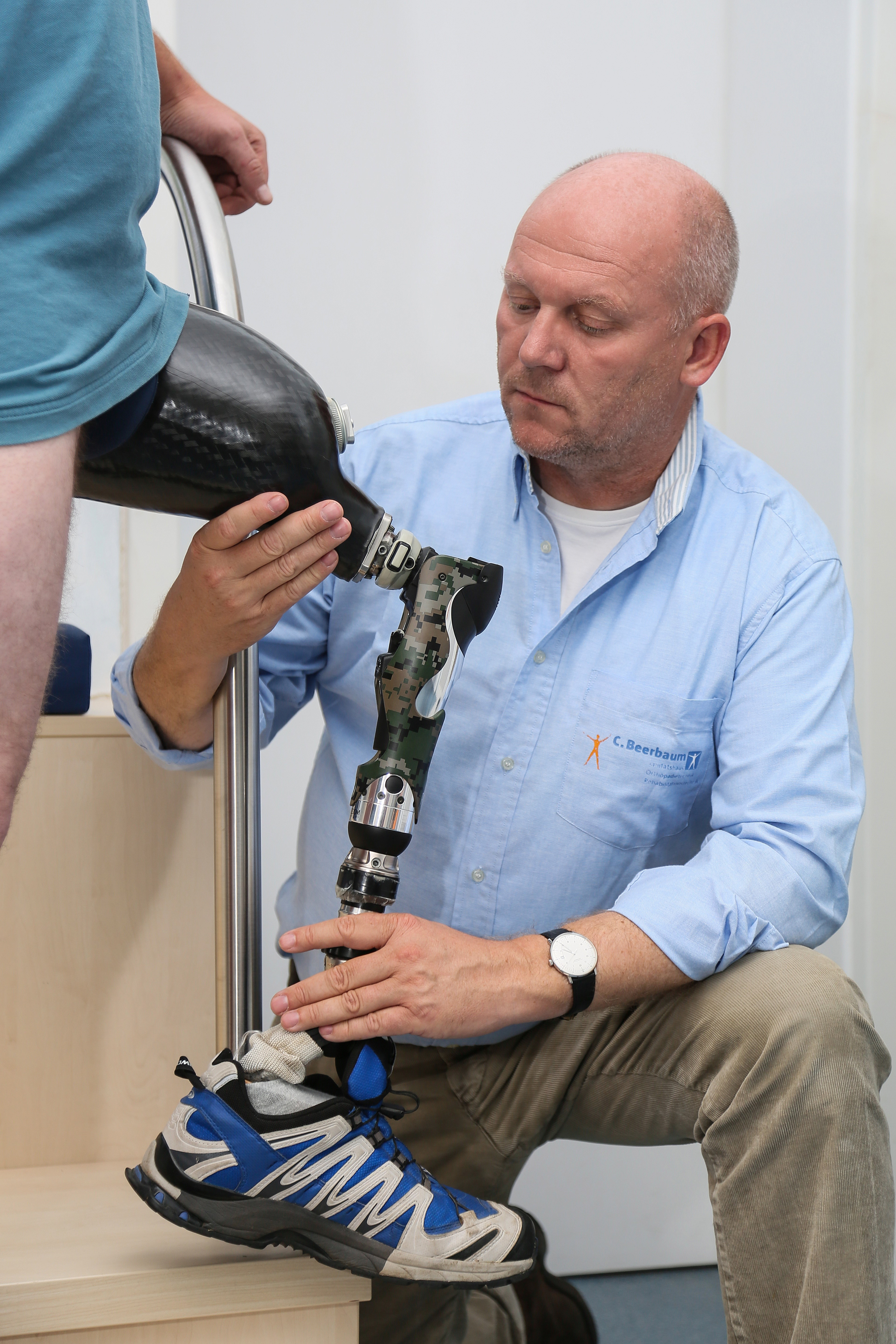
Протез нижньої кінцівки

Протези (від фр. prothèses, що походить від грецького слова додаток, приєднання) — механічні пристрої і апарати, які замінюють втрачені сегменти кінцівок або інших частин тіла, що служать для якнайбільшої компенсації функції ушкодженого органа чи виправлення косметичного дефекту.

## Древні протези фараонів
В єгипетських гробницях нерідко знаходять штучні частини тіла. Донедавна вважалося, що їх виготовляли з ритуальною метою.
Особливу увагу вчених привернули два штучні пальці ніг. Один з них, зроблений зі шкіри та дерева, зняли з ноги жіночої мумії, знайденої неподалік міста Луксор. Його використовували близько 950 року до Р. Х. Інший, виготовлений приблизно 600 років до Р. Х., відомий як «палець Честера» (названий на честь колекціонера, який виявив його), зроблений з пап'є-маше і зберігається у Британському музеї. Вчені замислилися: чи не могли ці деталі правити за своєрідні протези? Щоби підтвердити цю версію, провели експеримент, в якому брали участь два добровольці з ампутованими великими пальцями ніг. Кожний з них пройшов 20 м босоніж і у взутті, виготовленому за зразком давньоєгипетських сандалів. Рухи учасників експерименту записували з допомогою відеокамер, тиск ступні фіксував спеціальний пристрій. Результати перевершили всі сподівання: протези практично не спричиняли ніякого больового відчуття чи дискомфорту. Цей дослід підтвердив, що стародавні єгиптяни були першими, хто придумав протези замість утрачених кінцівок.

## Протезування в інших частинах світу
Протезування застосовували також у стародавніх Китаї та Індії, але у дещо пізніші часи.
В Європі протезування почало застосовуватися близько 600 років тому. Цьому підтвердженням, як повідомила телерадіокомпанія CNN, стала знахідка археологів в місті Фрайзінг (Німеччина) багатовікового скелету разом з металевим протезом руки, який заміняв чотири втрачені пальці. Про передовий рівень медицини того часу свідчить той факт, що залишки руки були оточені у видовбаному футлярі, який був виготовлений із заліза та іншого металу.

## Види протезів

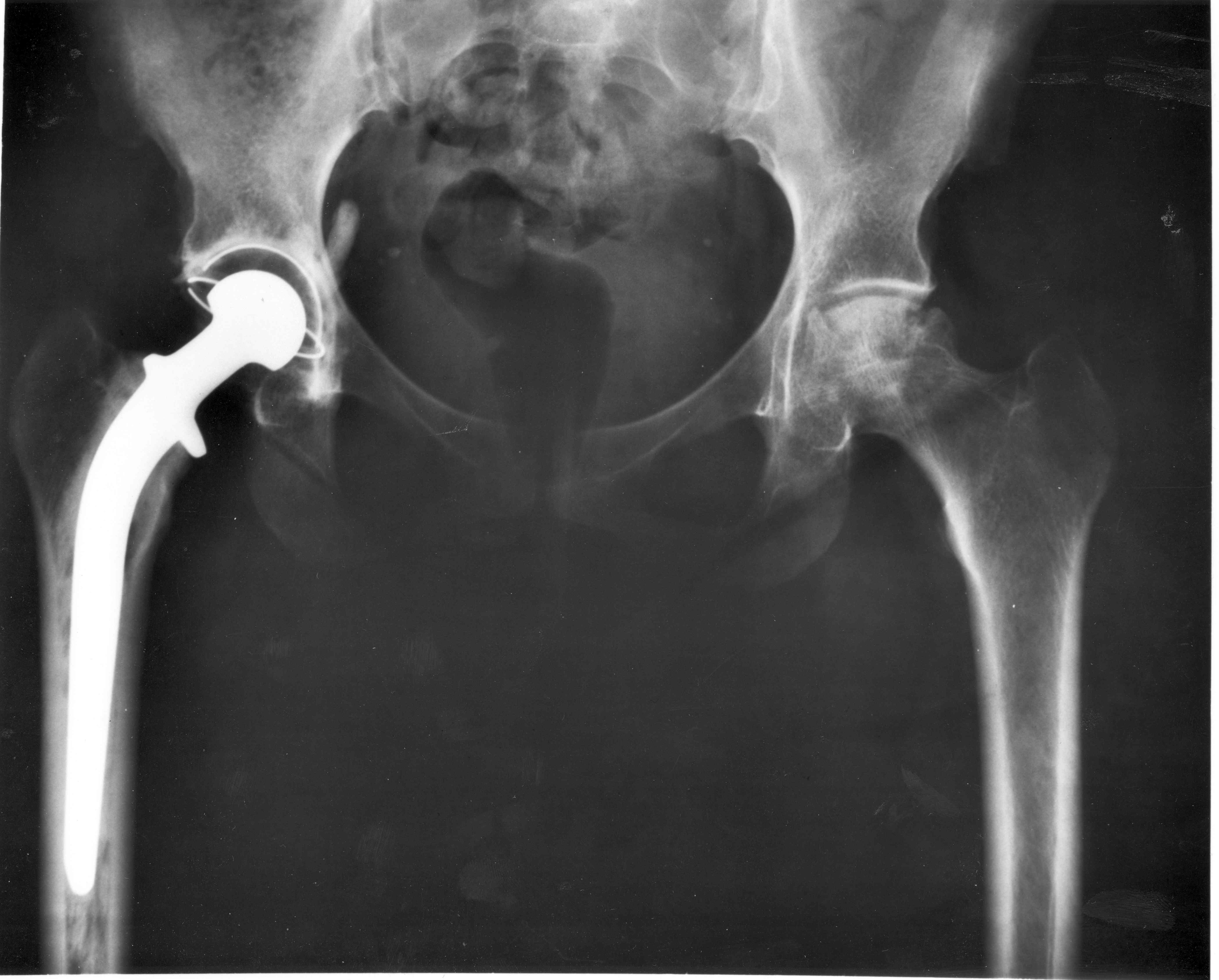
Ендопротезування кульшового суглоба зправа. Внаслідок правобічного коксартрозу

Якщо протез знаходиться за межами людського тіла, як у випадку зі штучними кінцівками, його називають екзопротезом. Приклади — протези для ніг, руки або руки. Інша назва — імплантат. Протез, що встановлюється всередині тканин тіла (штучні колінний, кульшовий, плечовий суглоби), називається ендопротезом.
- Закритий імплантат, також відомий як ендопротез, повністю оточений тканиною тіла. Класичний приклад — штучний кульшовий суглоб.
- Відкритий імплантат закріплюється в кістці і одночасно виступає з тканини тіла. До цього типу належать зубні імплантати, але також імплантати для кріплення протезів верхніх або нижніх кінцівок[4], імітації носа, очей та вушних раковин (епітези).

Протези також поділяють на робочі й косметичні. До робочих протезів належать апарати, які за своїми функціями замінюють втрачений чи пошкоджений орган. Косметичні протези відтворюють лише зовнішній вигляд відсутнього сегменту кінцівки чи органа (кисті, ока, вушної раковини, молочної залози, зубів тощо). За способом керування протези поділяють на тягові, комбіновані, біоелектричні та міотонічні. Залежно від того, який орган протезують, існують протези кисті, передпліччя, плеча, стопи, гомілки, стегна та інші. Після ампутації нижньої кінцівки на будь-якому рівні для підготовки хворого і кукси до протезування (щоб людина могла стояти і пересуватись) застосовують тимчасовий лікувально-тренувальний протез.

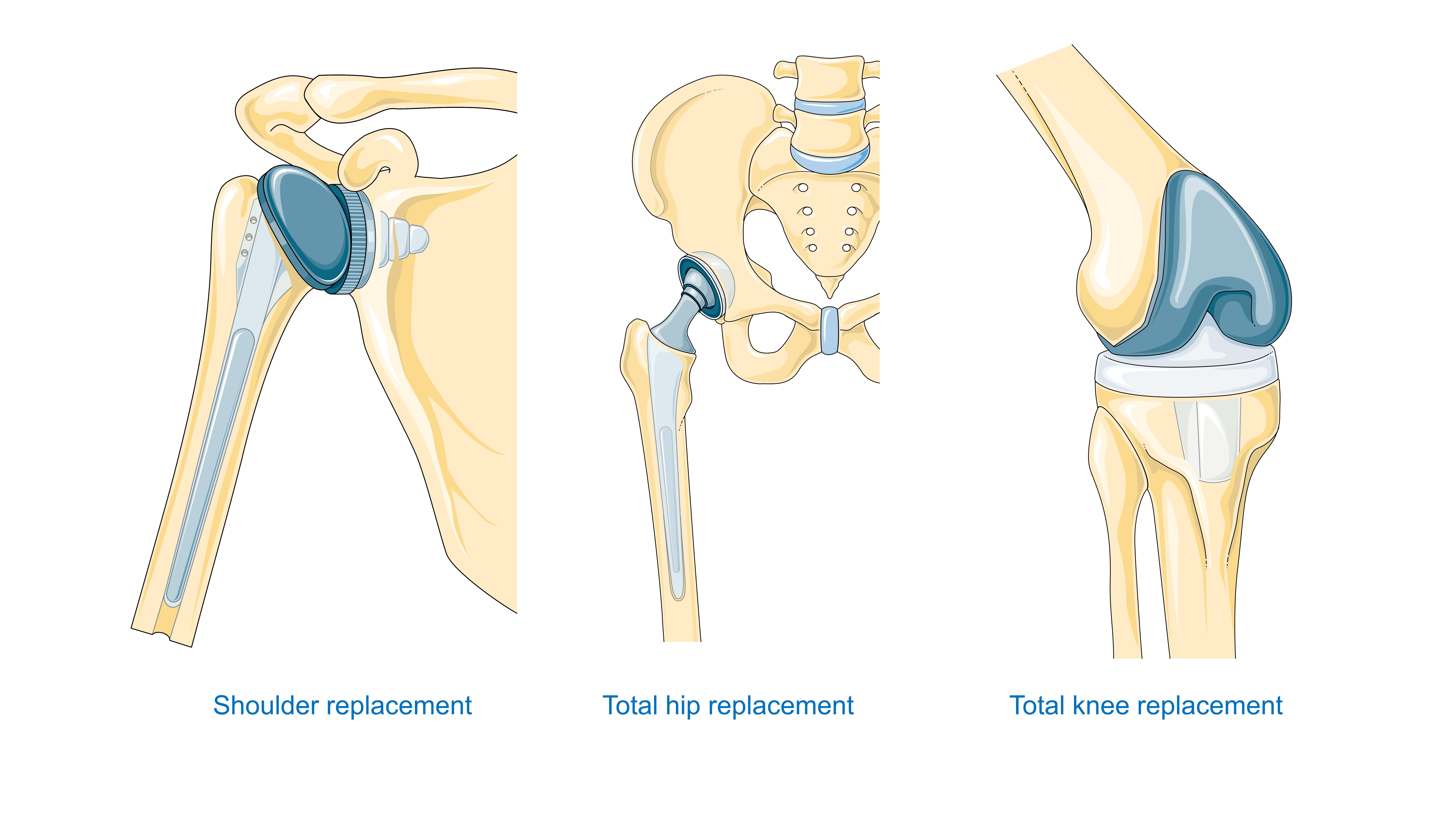
Типи ендопротезів суглобів людського тіла

Зазвичай протези виготовляють з легких і міцних металевих сплавів, пластмас, гуми, скла, кераміки, раніше здебільшого використовували шкіру і текстильні матеріали з застосуванням нітролаку.
2018 року вчені з Університету Джона Хопкінса вперше розробили протези, що відтворюють чуття дотику, а також біль, передаючи імпульси назад до периферичних нервів. Цього досягли завдяки Е-dermis — оболонки із тканини та гуми, та датчикам, які імітують нервові закінчення.
2018 року компанія Neofect представила роботизовану рукавицю NeoMano. Вона одягається на великий, вказівний і середній пальці. Після активації пристрою бездротовим контролером, вбудовані титанові троси починають активно стискати долоню користувача. Нове натискання на кнопку змушує систему послабити натяг тросів і повернути пальці в нейтральне положення.